# James H. Weaver

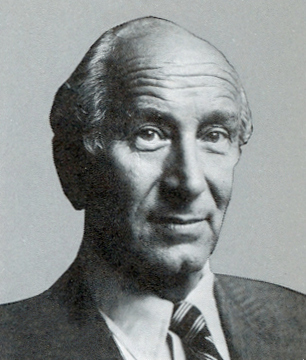
James H. Weaver (1983)

James Howard „Jim“ Weaver (* 8. August 1927 in Brookings, South Dakota; † 6. Oktober 2020 in Eugene, Oregon) war ein US-amerikanischer Politiker (Demokratische Partei). Zwischen 1975 und 1987 vertrat er den vierten Wahlbezirk des Bundesstaates Oregon im US-Repräsentantenhaus.

## Werdegang
James Weaver wurde in South Dakota geboren, wuchs aber in Des Moines (Iowa) auf, wo er die öffentlichen Schulen besuchte. Während des Zweiten Weltkriegs trat er im Alter von 17 Jahren in die US-Marine ein, wo er an Bord eines Flugzeugträgers im pazifischen Raum Dienst tat. Nach dem Krieg zog er nach Eugene in Oregon, wo er bis 1952 an der University of Oregon studierte. Zwischen 1954 und 1958 arbeitete Weaver für eine Verlagsfirma. Von 1959 bis 1960 war er Abteilungsleiter im Landwirtschaftsministerium von Oregon. Danach stieg er in das Immobiliengeschäft ein, wo er als Planer Wohn- und Bürogebäude konzipierte.
James Weaver war Mitglied der Demokratischen Partei, deren Democratic National Conventions er in den Jahren 1960 und 1964 als Delegierter besuchte. Auf diesen Parteitagen wurden John F. Kennedy und Lyndon B. Johnson als Präsidentschaftskandidaten nominiert. 1974 wurde Weaver in das US-Repräsentantenhaus gewählt, wo er am 3. Januar 1975 die Nachfolge von John R. Dellenback antrat, den er bei der Wahl geschlagen hatte. Teilweise profitierte Weaver bei dieser Wahl von den Auswirkungen der Watergate-Affäre auf die Republikanische Partei, der Dellenback angehörte. Nach insgesamt fünf Wiederwahlen konnte er bis zum 3. Januar 1987 sechs Legislaturperioden im Kongress absolvieren. Er war ein Gegner des Vietnamkriegs und von Atomkraftwerken. Auf der anderen Seite setzte er sich für den Schutz der Umwelt ein.
Im  Jahr 1986 verzichtete er auf eine erneute Kandidatur für das Repräsentantenhaus. Stattdessen wurde er von seiner Partei als Kandidat für die Wahl zum US-Senat nominiert. Nachdem aber eine Untersuchung der Finanzen seines Wahlkampfs vorgenommen wurde, zog Weaver seine Kandidatur zurück. Später stellte sich heraus, dass keine Unregelmäßigkeiten bei Weavers Wahlkampfgeldern vorlagen und er gegen kein Gesetz verstoßen hatte. James Weaver lebte in Eugene in Oregon im politischen Ruhestand.